# W38 (核彈頭)
W38是美國的一種熱核彈頭，在1960年代早期至中期期間作為SM-65擎天神飛彈E型和F型，以及泰坦1號運載火箭洲際彈道導彈的彈頭。它最初於1961年生產，於1961-1965年間服役。70枚部署在泰坦1號導彈上，110枚部署在SM-65擎天神飛彈上。它使用Avco Mark 4重返大氣層載具。
W38的直徑為32寸(81 cm)，長82.5寸(2 m)。它重3,080磅(1,400 kg)，有空爆和接觸引爆兩種爆炸引信，設計爆炸當量為375萬噸。
W38是第一枚由加利福尼亞大學放射實驗室(現時的勞倫斯利佛摩國家實驗室)研發的熱核洲際彈道導彈彈頭。
W38被泰坦2號導彈家族與W53彈頭的組合替代，其爆炸當量為900萬噸。

## 外部連結
- List of all US nuclear weapons